# Amt Goldberg-Mildenitz
L'Amt Goldberg-Mildenitz est un Amt de l'arrondissement de Ludwigslust-Parchim dans le land de Mecklembourg-Poméranie-Occidentale, dans le Nord de l'Allemagne.

## Communes
1. Dobbertin (1 141)
2. Goldberg, ville * (3 819)
3. Mestlin (738)
4. Neu Poserin (535)
5. Techentin (711)